# Combined Programming Language
Combined Programming Language (CPL) var ett programspråk som utvecklades i samarbete mellan universiteten i Cambridge och London på 1960-talet. Språket var starkt influerat av ALGOL 60 men avsåg täcka fler tillämpningar (bland annat industriell processkontroll och affärsdatatillämpningar) och blev mycket mer komplext än ALGOL 60.
CPL rönte föga framgång, men fick en kraftigt förenklad uppföljare som hette BCPL (Basic CPL, ursprungligen Bootstrap CPL[källa behövs]), som förlängningen gav uppohov till programspråken B och C.